# مری کیم تیتلا
مری کیم تیتلا (انگلیسی: Mary Kim Titla؛ زادهٔ ۲۴ نوامبر ۱۹۶۰) یک سیاست‌مدار، و روزنامه‌نگار اهل ایالات متحده آمریکا است.